# Sailly-le-Sec
Sailly-le-Sec – miejscowość i gmina we Francji, w regionie Hauts-de-France, w departamencie Somma.
Według danych na rok 2011 gminę zamieszkiwało 346 osób, a gęstość zaludnienia wynosiła 51 osób/km² (wśród 2293 gmin Pikardii Sailly-le-Sec plasuje się na 731. miejscu pod względem liczby ludności, natomiast pod względem powierzchni na miejscu 715.).